# Margaret Dreier Robins
Margaret Dreier Robins, née le 6 septembre 1868 à  Brooklyn dans l'État de New York et morte le 21 février 1945 à Brooksville  dans l'État de la Floride est une réformatrice sociale américaine qui a contribué à l'amélioration de la condition des femmes et des enfants dans l'industrie. 
De 1906 à 1922, elle dirige la Women's Trade Union League, durant cette période, elle lutte pour le développement des syndicats de femmes, et l'ouverture des syndicats aux femmes. 
Elle est également une défenseure d'une législation fédérale du droit du travail aux États-Unis.

## Biographie

### Jeunesse et formation

#### Les «Dreier Sisters»
Margaret Dreier (Robins) est l'aînée des quatre filles de Theodor Dreier et de Dorothea Adelheid Dreier. Ses trois sœurs et elle  passent à la postérité sous le nom des « Dreier Sisters ». Celles-ci sont Dorothea A. Dreier (en) (1870-1923), une peintre post-impressionniste, Mary Dreier (1875-1963) une leader du syndicalisme et du pacifisme et une suffragiste et enfin Katherine Dreier (1877-1952) une artiste peintre proche du mouvement Dada,,,,.

#### Une famille de migrants
Son père, Theodor Dreier est un américain d'ascendance allemande, originaire de la ville hanséatique de Brême venu s'installer aux États-Unis en 1849 à l'âge de 21 ans, pour refaire la fortune de sa famille dont l'entreprise de commerce de draps a été ruinée par la révolution de 1848 en Allemagne. Il s'installe à New York et est embauché par la succursale new-yorkaise de la société britannique de métallurgie, la Naylor Benson and Co., ses compétences professionnelles lui font rapidement gravir les échelons. En 1864, il retourne à Brême pour épouser Dorothea Adelheid Dreier, une fille d'un pasteur de campagne et issue de la société bourgeoise. Une fois mariés, ils retournent aux États-Unis pour s'installer dans le quartier new-yorkais des Brooklyn Heights. L'un comme l'autre sont des membres de l'Église évangélique en Allemagne et sont des militants du mouvement de l'Évangile social. Theodor et Dorothea Dreier élèvent leurs enfants non seulement dans un climat de chaleur affective mais aussi dans la confiance en eux-mêmes et de leurs capacités à développer leurs compétences,,.

#### Les liens avec l'Allemagne
Chaque été, les parents de Margaret Dreier, accompagnés de leurs enfants, retournent en Allemagne pour rendre visite à la famille de Dorothea Adelheid Dreier à Neuenkirchen. Ces liens avec l'Allemagne font que les membres de la famille Dreier pratiquent l'allemand pendant leurs  premières années à New York. Pour aider ses enfants Dorothea Adelheid Dreier embauche une gouvernante pour apprendre l'anglais à ses enfants et superviser leurs études scolaires.

#### Formation

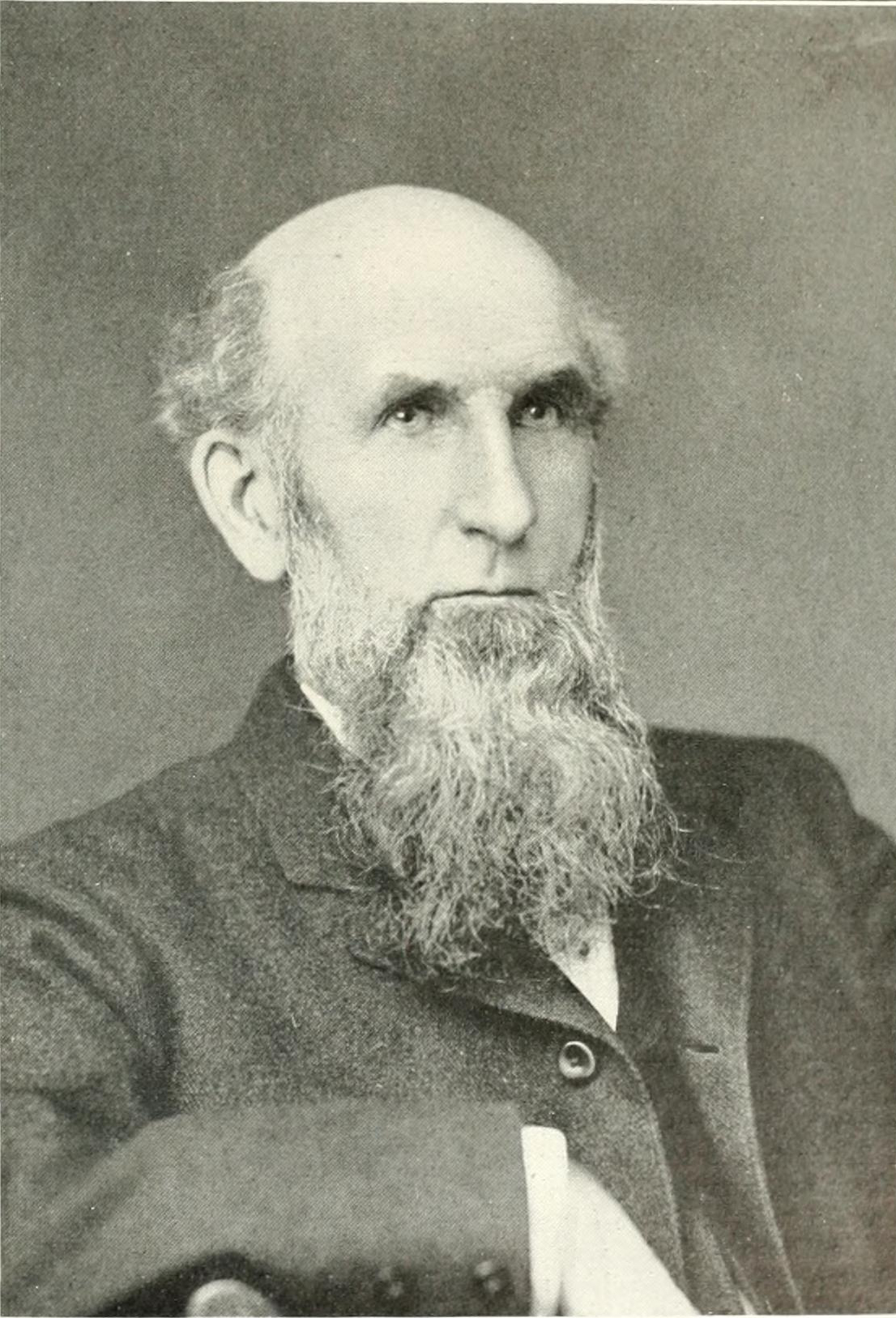
Portait de George A. Brackett de 1908

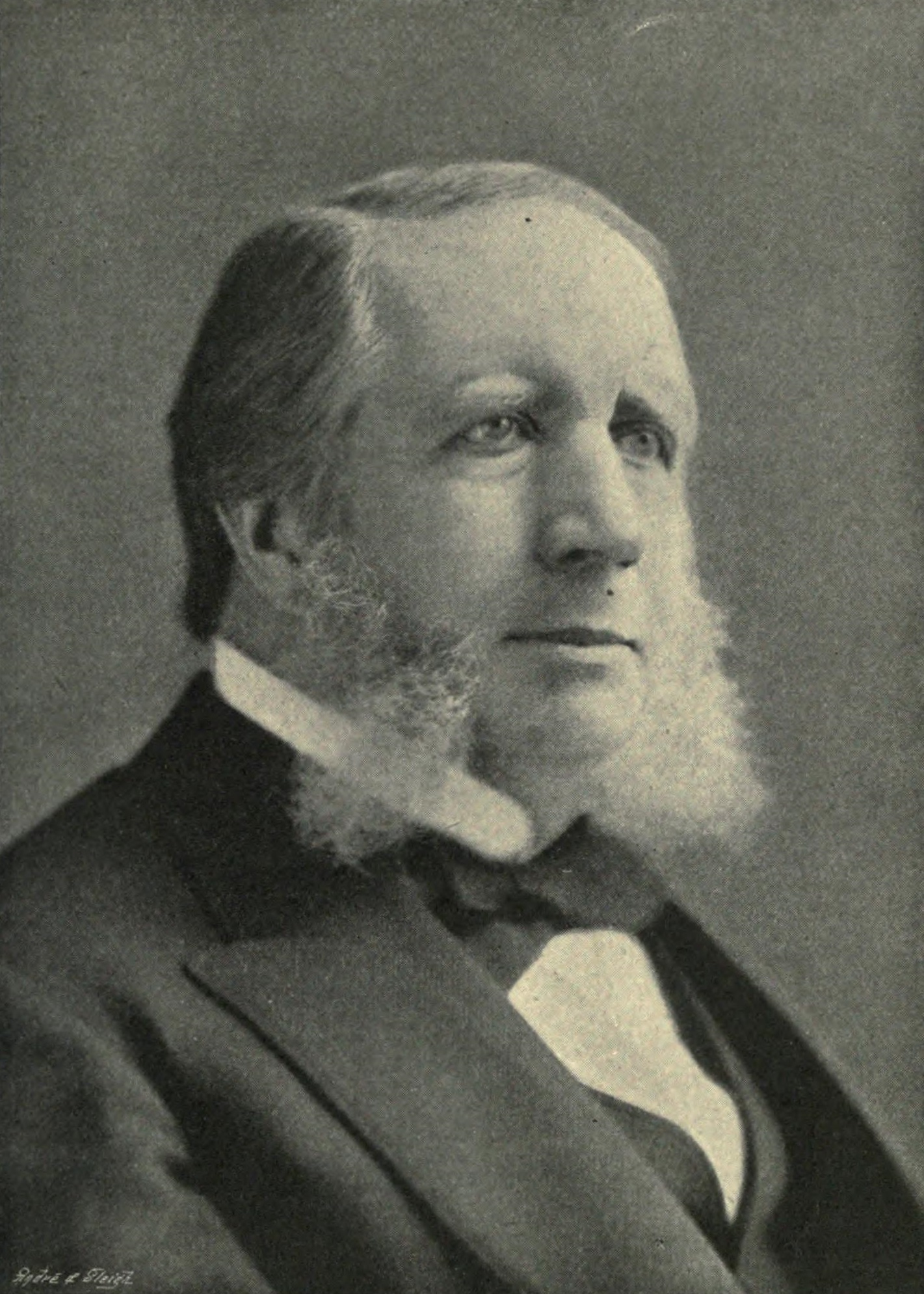
Richard Salter Storrs

Tout comme ses sœurs, Margaret Dreier suit sa scolarité secondaire par des cours particuliers donnés par le pédagogue George A. Brackett (en) dans son école des Brooklyn Heights. Parallèlement, elle a suivi des leçons particulières de musique, de peinture et de langues. Contrairement aux autres enseignants de son temps qui pensent que les jeunes filles doivent être tenues dans l’ignorance des réalités du monde afin de garder leur pureté, George A. Brackett leur donne une formation de citoyennes, leur enseigne les principes de la démocratie. Formation qui sera déterminante pour les sœurs Dreier quant à leurs engagements de réformatrices sociales,,.
Contrairement à ses sœurs, Margaret Dreier n'a guère envie de suivre des études supérieures, mais toutefois, elle suit des études de philosophie et d'histoire sous les conseils du révérend Richard Salter Storrs (en), pasteur de la Plymouth Church (Brooklyn) (en).

### Carrière

#### Premières expériences de la pauvreté
Quand elle a 19 ans, Margaret Dreier rejoint les « dames auxiliaires » du Centre hospitalier de Brooklyn (en) où son père est l'un des administrateurs. Cette expérience lui donne un premier aperçu sur la condition des personnes vivant dans la pauvreté. Plus tard, Margaret Dreier devient membre de la State Charities Aid Association (« Association d'aide aux organismes de bienfaisance de l'État ») de New York qui lui permet de rendre visite aux établissements de soins des aliénés. Dans cette mission, elle bénéficie des conseils de Homer Folks (en), un ardent défenseur des droits sociaux en faveurs des personnes exclues.

#### Premiers engagements

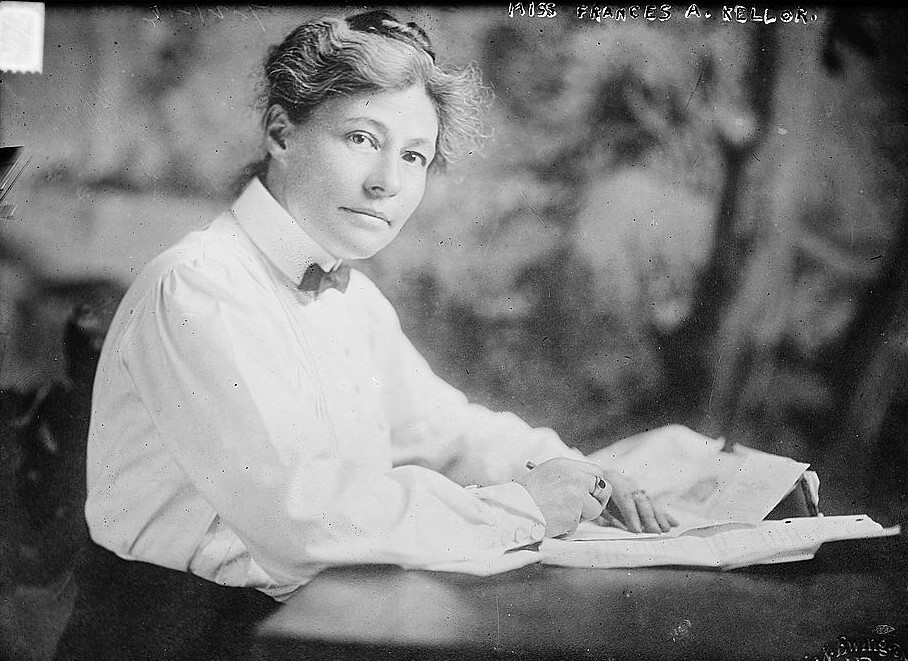
Frances Kellor.

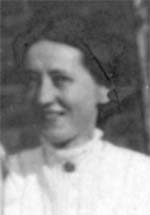
Leonora O'Reilly.

De 1903 à 1904, Margaret Dreier est élue présidente de la Woman's Municipal League de New York, elle y rencontre une jeune travailleuse sociale Frances Kellor. En 1904, elle noue des relations amicales avec le socialiste William English Walling (en) et Leonora O'Reilly qui la persuade d'adhérer à la Women’s Trade Union League (WTUL) qu'ils viennent de fonder avec Jane Addams et Mary Morton Kehew,. La WTUL s'est donnée pour mission d'encourager les ouvrières à s'organiser en syndicats afin de faire pression sur les élus quant à l'amélioration des conditions de travail, établir des réglementations sur l'hygiène et la sécurité, la fixation d'un salaire minimum, et le nombre d'heures travaillées. En 1904, Margaret Dreiet et Frances Kellor fonde la New York Association for Household Research (Association new-yorkaise pour la recherche sur les ménages) pour étudier les conditions d'emploi des personnes relevant de la domesticité,.
Après son mariage avec Raymond Robins (en) en 1905, elle prend le nom de Margaret Dreier Robins.

#### La Hull House de Chicago

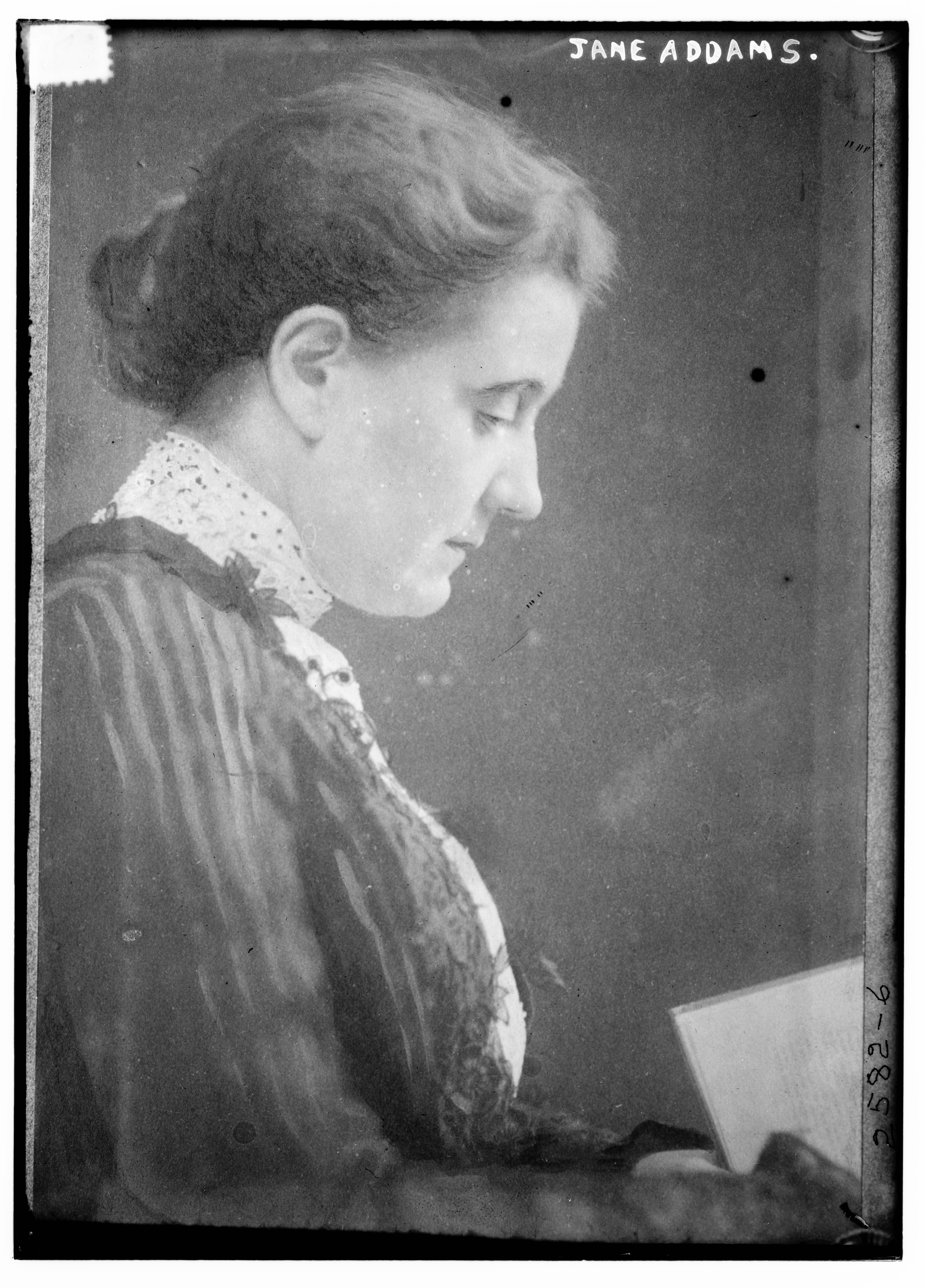
Jane Addams.

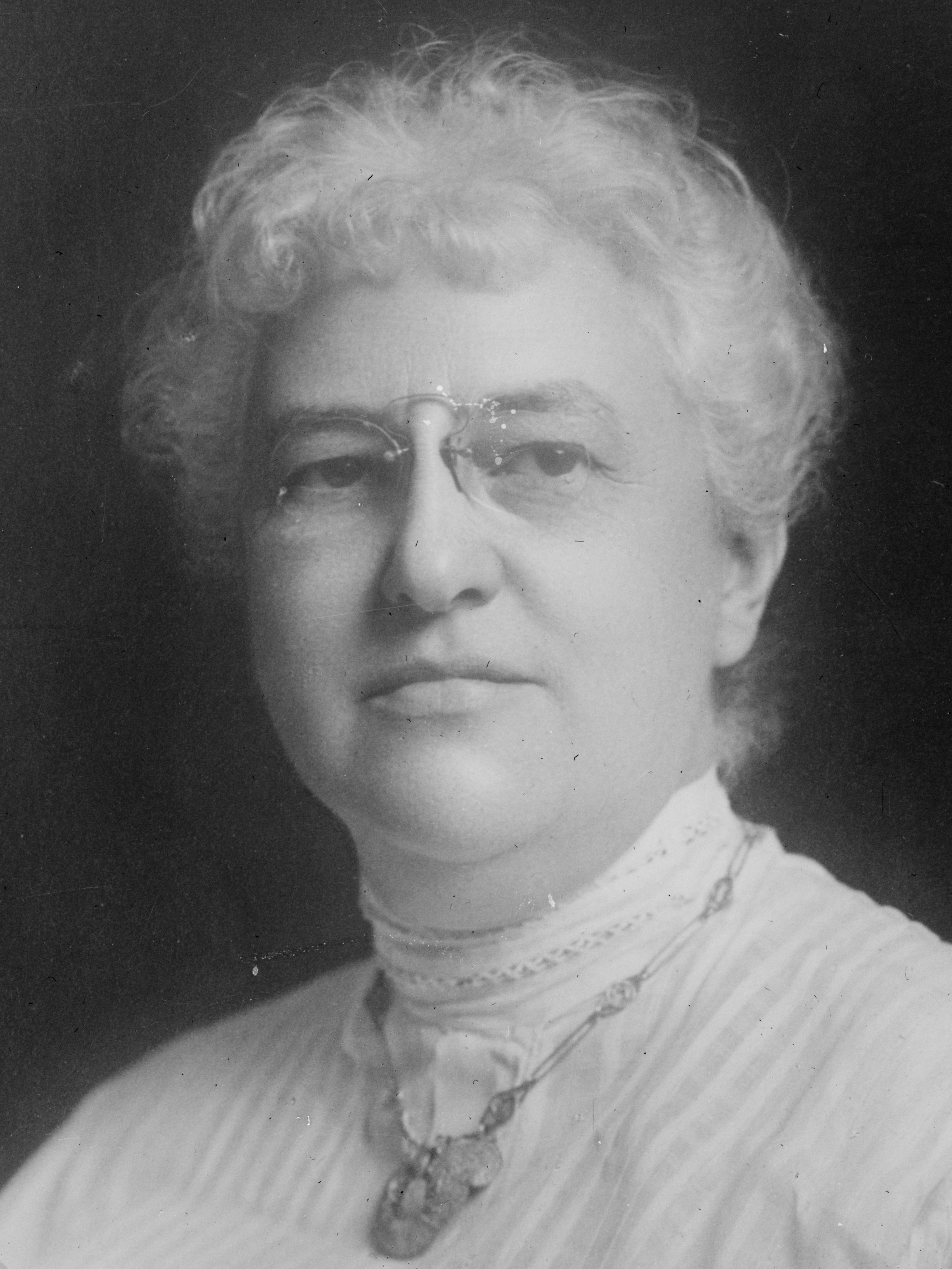
Mary McDowell.

Une fois mariés, Margaret Dreier Robins et son époux partent pour Chicago dans l'État de l'Illinois. Ils s'installent dans un appartement peu attrayant dans le West Side de Chicago, quartier fréquenté par des anarchistes, des syndicalistes, des professeurs et des pasteurs. Immédiatement grâce aux relations de  Raymond Robins  , Margaret Dreier Robins rend visite à Jane Addams, Julia Lathrop, et Mary McDowell qui animent la Hull House de Chicago,,.

#### Les femmes syndicalistes de Chicago
Margaret Dreier Robins s'intéresse également au développement du syndicalisme chez les ouvrières, aussi rencontre-t-elle diverses leaders comme Agnes Nestor, une des animatrices de l' International Glove Workers' Union of America (en), de Margaret Haley, la présidente de la Chicago Teachers Federation.

#### La Women’s Trade Union League (WTUL)
En 1907, Margaret Dreier Robins prend la suite de Mary McDowell à la présidence de la WTUL de Chicago, charge qu'elle occupe jusqu'en 1913, et elle est également élue présidente de la WTUL nationale, mandat qui lui est renouvelé jusqu'en 1922. Plus qu'aucune autre présidente Margaret Dreier Robins s'est consacré à la WTUL pour en faire une force majeure pour les réformes sociales et le droit du travail. Elle arrive à augmenter le budget de la  WTUL qui passe de 4 000 $ à 10 000 $, puis elle fonde l'organe de presse de la WTUL le Life and Labor. Les nouvelles ressources de la WTUL permettent d'ouvrir un bureau dans son domicile employant deux salariées membres de la WTUL,,,.

##### Le soutien à l'Industrial Workers of the World
La première action publique de Margaret Dreier Robins en tant que présidente de la WTUL est l'organisation d'une marche de 4 000 ouvriers à travers Chicago pour protester contre le procès pour meurtre d'un des leaders de l'Industrial Workers of the World dans l'État de l'Idaho. Deux jours avant la marche le Chicago Daily Socialist écrit au sujet de  Margaret Dreier Robins « il n'y pas de meilleure avocate de la cause du syndicalisme ».

##### Le soutien à Hannah Shapiro
En 1910, Margaret Dreier Robins soutient Hannah Shapiro qui le 22 septembre 1910 déclenche une grève dans les usines du groupe Hart Schaffner & Marx (en), la Grève des ouvriers du vêtement de Chicago de 1910 (en) suivie par 40 000 ouvriers, soit plus de 10% des ouvriers de l'industrie du vêtement dans l'Illinois.

##### Le soutien aux grèves ouvrières de New York

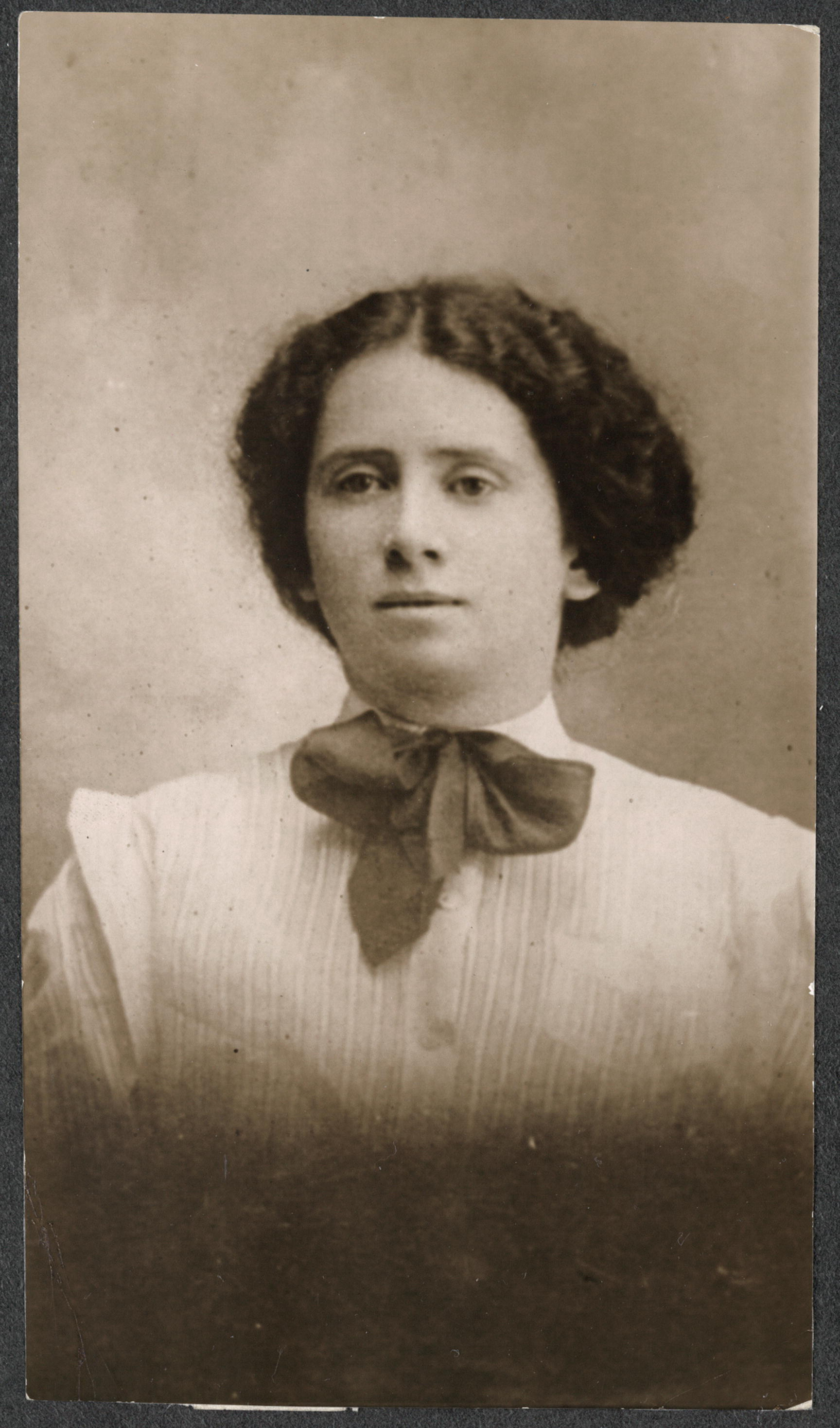
Rose Schneiderman.

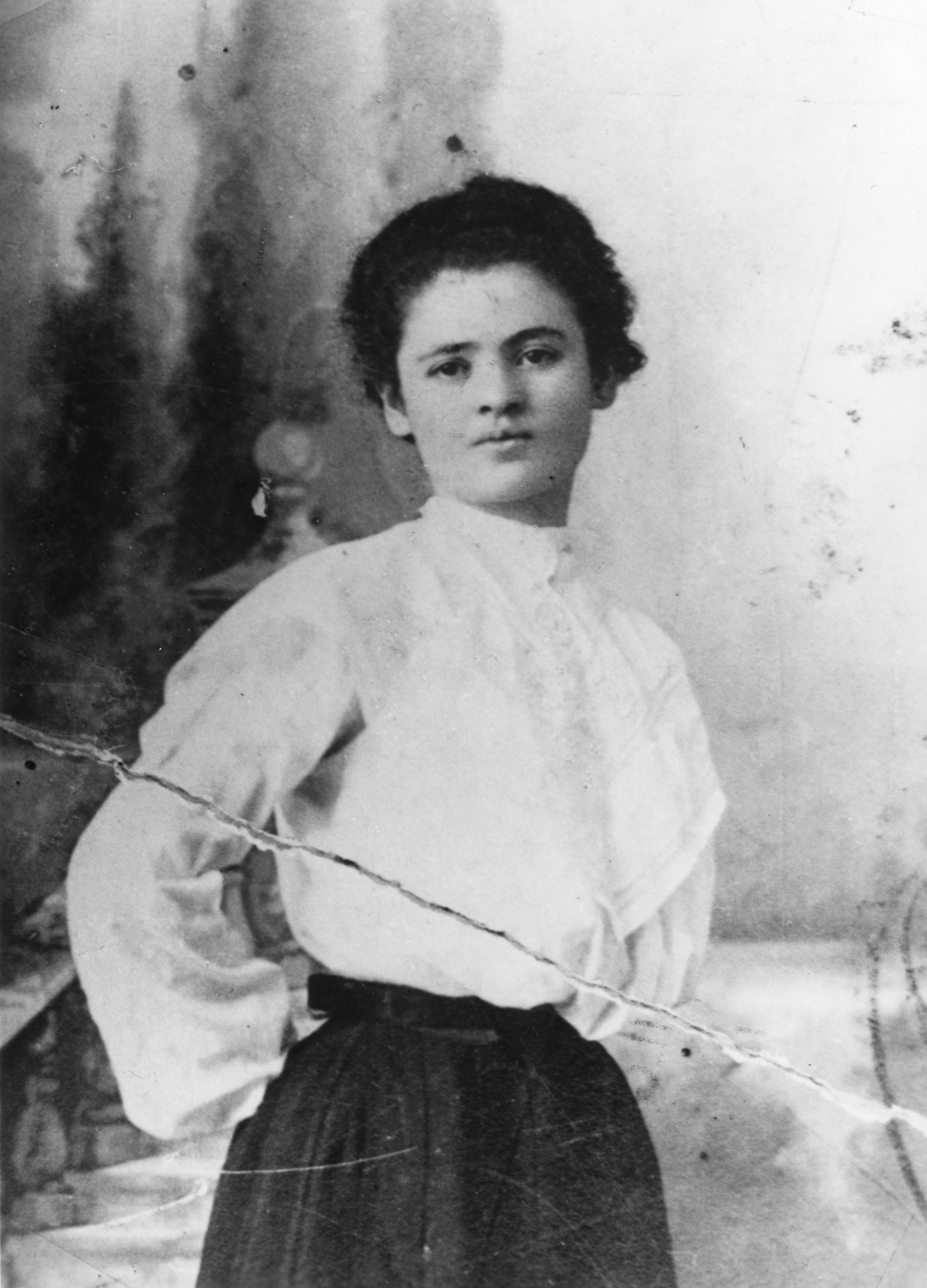
Clara Lemlich en 1910

De 1909 à 1911, Margaret Dreier Robins s'engage pleinement aux côtés de Rose Schneiderman de la section new-yorkaise de la WTUL lors de la grève des ouvrières du textile conduite par Clara Lemlich, figure dirigeante de l'International Ladies' Garment Workers' Union et à la manifestation dite du Soulèvement des 20 000 où sa sœur Mary Dreier, présidente de la section new-yorkaise de la WTUL, est également arrêtée,,.

##### L'incendie de l'usine Triangle Shirtwaist
En 1911, Margaret Dreier Robins et sa sœur Mary Dreier demandent au nom de la WTUL que se constituent des commissions d’enquêtes pour établir les causes de l'incendie de l'usine Triangle Shirtwaist et que des conséquences soient prises en matière de prévention dans le droit du travail,,,.

##### Le développement de la  WTUL

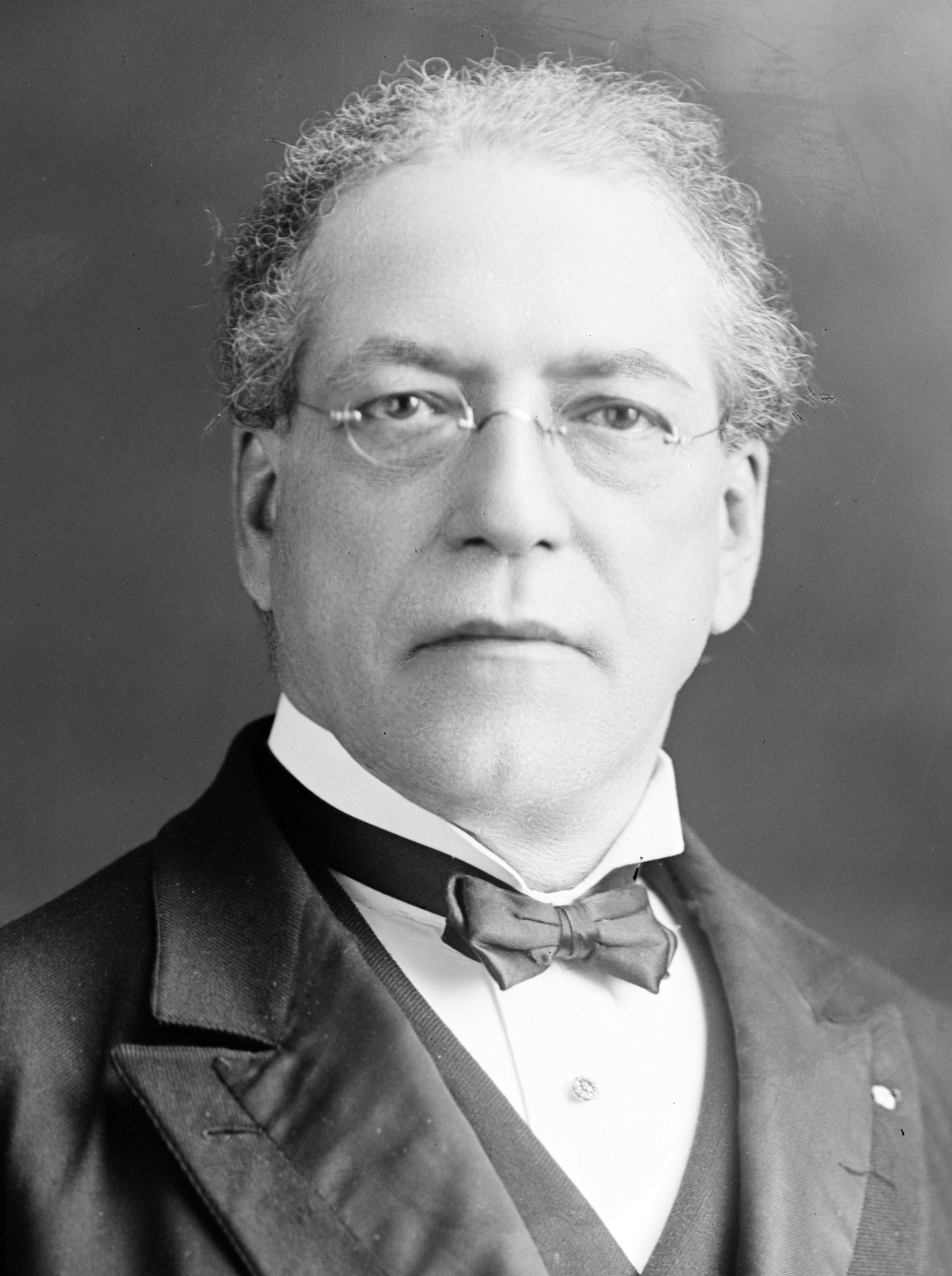
Samuel Gompers.

La ténacité de Margaret Dreier Robins et ses engagements paient, en 1911, la  WTUL passe de trois sections locales à onze sections locales. Grâce à son ami Samuel Gompers, elle noue des accords entre la WTUL et la Fédération américaine du travail (AFL). Elle obtient également l'appui de John Fitzpatrick (syndicaliste) (en), le leader de la Fédération du travail de Chicago (en).
En 1915, le gouverneur de l'Illinois, Edward Dunne la nomme à la commission de l'État traitant le chômage dans l'Illinois.

#### Les engagements politiques

##### Du parti démocrate au parti progressiste
Lors de l'élection présidentielle américaine de 1908, Margaret Dreier Robins a fait campagne pour le candidat du Parti démocrate, William Jennings Bryan. En 1912, comme beaucoup de réformateurs, elle adhère au Parti progressiste (États-Unis, 1912), un parti dissident du Parti républicain, membre du comité de l'Illinois, elle anime de nombreux meetings du Parti progressiste dans le Midwest. Quand arrive l'élection présidentielle américaine de 1916, elle soutient la candidature du républicain Charles Evans Hughes.

##### La militante du Parti républicain et la pacifiste
Dès 1916, Margaret Dreier Robins adhère au Parti républicain. Après la première Guerre mondiale, de 1919 à 1920, elle siège à la section des femmes de la commission nationale du parti. Malgré les positions conservatrices des années 1920 du parti, elle et son mari restent au parti. Elle s'engage  dans des mouvements comme celui qui lutte pour déclarer la guerre hors la loi. Ses prises de positions pacifistes la font éloigner des syndicats, tant et si bien qu'elle doit donner sa démission de la WTUL en 1922.

#### Le retrait en Floride
En 1924, Margaret Dreier Robins et Raymond Robins s'installent dans leur résidence d'été le Chinsegut Hill Manor House (en) (Manoir de Chinsegut Hill)  à proximité de Brooksville dans l'État de la Floride, bâtisse historique achetée par Raymond Robins. Margaret Dreier Robins s'investit d'une part, dans la gestion des domestiques de la résidence et d'autre part, dans des activités locales comme celles de la croix rouge, de la Young Women's Christian Association ou de la League of Women Voters of Florida (en), section locale de la League of Women Voters.

#### Derniers engagements
Étant toujours membre du Parti républicain, en 1929, le président Herbert Hoover, charge Margaret Dreier Robins d’organiser une conférence à la Maison Blanche traitant de la protection de l'enfance. En 1934, Margaret Dreier Robins et Raymond Robins soutiennent Franklin Delano Roosevelt et sa politique dite du New Deal. La même année, alors qu'elle diminuée, elle est réélue comme membre du bureau de la WTUL.

### Vie privée
Le 21 juin 1905, Margaret Dreier épouse Raymond Robins, devenant Margaret Dreier Robins. Son époux, après avoir fait fortune lors de la ruée vers l'or du Klondike, est devenu un travailleur social au sein de la Hull House de Chicago. Ensemble, ils partagent le même souci quant à l’amélioration de la condition ouvrière. Raymond Robins, est également le frère de la comédienne et féministe Elizabeth Robins,.

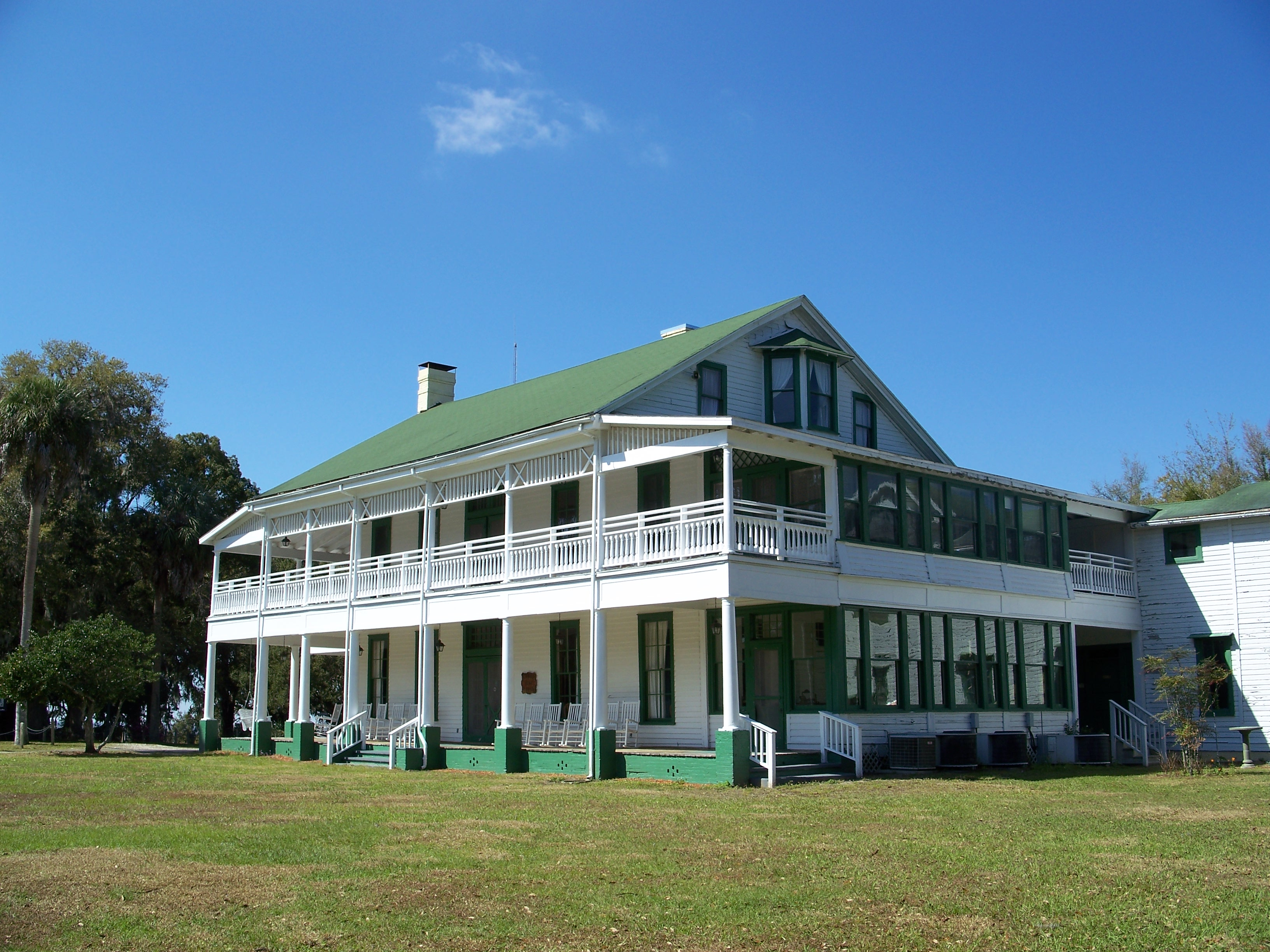
Manoir de Chinsegut Hil

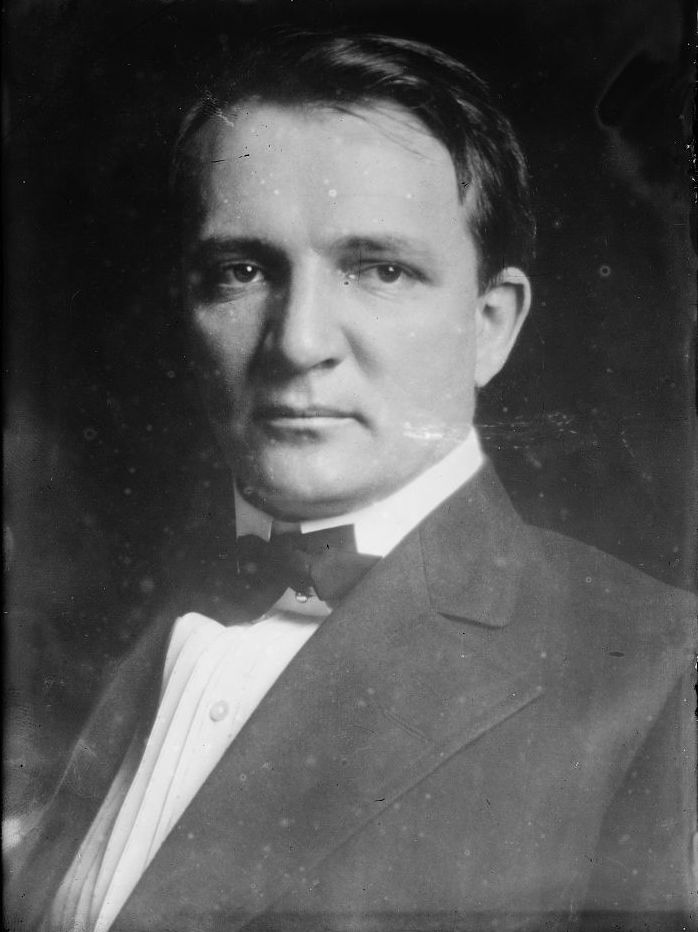
Raymond Robins.

Pour se ressourcer, Margaret Dreier Robins lit les œuvres du philosophe Ralph Waldo Emerson.
Après la mort de son père en 1899, qui avait fait fortune dans la sidérurgie , celui-ci lègue à chacun de ses enfants une somme qui leur assure des revenus les mettant à l'abri du besoins, somme que Margaret Dreier Robins utilisera pour financer ses actions de syndicaliste,.
Le 21 février 1945, Margaret Dreier Robins décède des suites d'une anémie pernicieuse dans sa résidence, le Manoir de Chinsegut Hill, elle est inhumée dans le terrain de sa résidence.